# German Lorca
German Lorca (São Paulo, 28 de maio de 1922 - São Paulo, 8 de maio de 2021) foi um fotógrafo brasileiro, membro do Foto Cinema Clube Bandeirante, junto a outros fotógrafos como Marcel Girou, José Yalenti, Madalena Schwartz ou Gaspar Gasparian, entre outros.

## Biografia
German Lorca estudou para contador no Liceu Acadêmico de São Paulo e dedicou-se a atividades comerciais, abrindo seu próprio negócio e dedicando à contabilidade até o ano de 1952.
Seu interesse pela fotografia foi aumentando e formou-se a respeito de modo autodidata e em torno ao ativo Foto Cinema Clube Bandeirante de sua cidade. No ano de 1949, já se dedicava a realizar trabalhos fotográficos a tempo parcial e em 1952, fechou seu negócio contábil e abriu seu primeiro estúdio fotográfico.
Em 1954, foi nomeado fotógrafo oficial para a celebração do IV centenário da fundação de São Paulo. Suas temáticas vão desde temas mais sociais até o tratamento compositivo mediante o claro-escuro.
Sua participação nas atividades do Foto Cinema Clube Bandeirante e sua atividade pessoal posterior tornaram-no num dos fotógrafos contemporâneos mais importantes do Brasil.

## Exposições Coletivas (seleção)
- 2006. O contraluz na Escola Paulista, Foto Cinema Clube Bandeirante, São Paulo
- 2007. Fragmentos: Modernismo na fotografia brasileira. Galeria Bergamin, São Paulo e Rio de Janeiro